# Zenodorus formosus
Zenodorus formosus är en spindelart som först beskrevs av William Joseph Rainbow 1899.  Zenodorus formosus ingår i släktet Zenodorus och familjen hoppspindlar. Inga underarter finns listade i Catalogue of Life.